# Shutterstock
Shutterstock è una piattaforma con sede a New York City che fornisce contenuti fotografici, filmati di repertorio, musica e strumenti di editing.

## Storia
Fondata nel 2003 dal programmatore e fotografo Jon Oringer, possiede una biblioteca di circa 200 milioni di foto stock royalty-free, grafica vettoriale e illustrazioni, con circa 10 milioni di videoclip e brani musicali disponibili per licenza. È quotata alla Borsa di New York dal 2012.
Dalla sua fondazione ha acquisito una manciata di altre società, a partire da Bigstock nel 2009 e seguito dal fornitore di software di gestione delle risorse digitali Webdam nel 2014.
Nel gennaio 2015 Shutterstock ha acquistato REX Features, la più grande agenzia di stampa fotografica indipendente d'Europa, per 33 milioni di dollari e PremiumBeat, un servizio di stock di musica ed effetti sonori, per 32 milioni di dollari.
Nel febbraio 2018 Shutterstock ha investito 15 milioni di dollari in ZCool, con sede in Cina, basandosi sulla relazione operativa che le due aziende hanno avuto dal 2014, quando ZCool è diventata per la prima volta il distributore esclusivo dei contenuti creativi di Shutterstock in Cina.

## Prodotti

### Film e musica di Shutterstock
Shutterstock ha iniziato a vendere video d'archivio nel febbraio 2006. Shutterstock Footage funziona in modo simile alla loro libreria di immagini, offrendo videoclip in abbonamento o in base alle singole clip. A partire dal 2014 conteneva circa 2 milioni di video clip royalty-free. Shutterstock Music ha debuttato in seguito, con nuovi contenuti che possono essere inviati dai collaboratori.

### Shutterstock Apps
Shutterstock per iPad è stato lanciato a novembre 2011 e a maggio 2012 l'app ha ricevuto un Webby Award per People's Voice nella categoria di app per tablet per servizi e utility.

### Shutterstock Labs
Nel 2012 ha lanciato Shutterstock Labs, un laboratorio per "strumenti e prodotti esplorativi". Nel maggio 2012 ha annunciato lo strumento Shutterstock Instant, che secondo l'azienda è stato ispirato dalla versione per iPad. L'interfaccia visualizza le immagini in una vista a mosaico ad incastro, consentendo agli utenti di visualizzare più foto in meno tempo. Il prototipo dello strumento di ricerca Spectrum, che indicizza i dati hexagram per produrre risultati di ricerca per colore, è stato lanciato il 21 marzo 2013.

### Computer vision
L'azienda ha sviluppato una serie di strumenti utilizzando una "rete neurale convoluzionale" che ha creato per aiutare con la tecnologia di ricerca inversa delle immagini. La rete è "essenzialmente un sistema informatico addestrato per riconoscere le immagini – ci sono milioni di elementi specifici come gatti, biciclette, il cielo notturno – e tirare su le foto più rilevanti". Suddivide numericamente i componenti chiave di una foto, attingendo dai suoi dati pixel anziché dai metadati estratti da quei tag e parole chiave.